# Lưu Thừa Hựu
Lưu Thừa Hựu (劉承祐) (28 tháng 3, 931 – 2 tháng 1, 951), còn được gọi theo thụy hiệu là Hậu Hán Ẩn Đế, là vị hoàng đế thứ hai và cuối cùng của nhà Hậu Hán thời Ngũ Đại Thập Quốc trong lịch sử Trung Quốc, trị vì từ năm 948 đến khi qua đời năm 951.
Lưu Thừa Hựu lên kế vị sau khi cha ông là Lưu Tri Viễn đột ngột qua đời. Thời đại của ông được đánh dấu bởi những cuộc thanh trừng do ông tiến hành đối với các trọng thần trong triều, cuối cùng dẫn đến thất bại của ông. Khi ông ra lệnh xử tử toàn gia của tướng Quách Uy năm 951, Quách liền dẫn quân tấn công thành đô, Lưu Thừa Hựu bị giết trên đường trốn chạy.

## Thân thế và cuộc sống ban đầu
Lưu Thừa Hựu chào đời năm 931, tại Nghiệp Đô), tại tư gia của phụ thân là Lưu Tri Viễn. Khi đó cha ông đang là tướng thân tín dưới quyền Thạch Kính Đường (con rể của hoàng đế đương kim, Hậu Đường Minh Tông Lý Tự Nguyên). Mẹ ông là vợ của Lưu Tri Viễn, Lý phu nhân. Ông còn có một người anh trai, Lưu Thừa Huấn, lớn hơn ông 9 tuổi, và một người em trai, Lưu Thừa Huân, song không rõ hai người này có do Lý thị sở sinh hay không. Ngoài ra còn có một người anh nuôi, Lưu Vân, vốn là con trai của Lưu Sùng (em trai Lưu Tri Viễn). Vì Tri Viễn bị muộn con và yêu thương Lưu Vân nên nhận làm Vân con mình.
Sau đó, khi Thạch Kính Đường lật đổ Hậu Đường và thành lập triều đại của riêng mình, Hậu Tấn, Lưu Tri Viễn được bổ dụng làm Tiết độ sứ Hà Đông năm 941. Cậu bé Lưu Thừa Hựu, 10 tuổi, được phong làm Quan sát sứ ở Hà Đông. Năm 947, Hậu Tấn bị nhà Liêu của người Khiết Đan tiêu diệt, Lưu Tri Viễn nhân đó chiếm lấy Trung Nguyên và tự xưng làm hoàng đế Hậu Hán. Anh trai ông là Lưu Thừa Huấn được ban nhiều chức vụ quan trọng, bao gồm Quan sát sứ Thái Nguyên trong khi Lưu Tri Viễn tiến quân nam hạ thu phục các lãnh thổ cũ của Hậu Tấn, và sau khi Lưu Tri Viễn chiếm được kinh thành Khai Phong, Thừa Huấn được phong làm Tri phủ Khai Phong.
Cuối năm 947, Lưu Thừa Huấn chết, Lưu Tri Viễn buồn bã và lâm bệnh, Mùa xuân năm 948, bệnh tình trở nặng. Trước lúc lâm chung, vua triệu tập tể tướng Tô Phùng Cát, Xu mật sứ Dương Bân, Đại Nguyên soái Sử Hoằng Triệu, và Xu mật phó sứ Quách Uy đến giường bệnh nói
Hơi tàn của trẫm không còn nhiều, không thể nói hết những lời trong lòng. Thừa Hựu trẻ tuổi yếu ớt, tất cả những chuyện về sau giao phó cho các khanh.
Đồng thời cũng dặn bọn họ phải cảnh giác với hàng tướng Đỗ Trọng Uy. Sau khi Tri Viễn băng hà, bốn tướng giấu không phát tang, thay vào đó làm chiếu chỉ, ban chết cho Trọng Uy. Lại ban ra một chiếu chỉ khác, tấn phong Thừa Hựu làm Chu vương, Đồng Trung thư Môn hạ Bình chương sự. Không lâu sau đó, họ tuyên cáo hoàng đế qua đời, và tôn Chu vương lên kế vị, năm đó 17 tuổi. Ông tôn mẹ Lý thị làm hoàng thái hậu.

## Làm vua

### Những tháng đầu
Lưu Tri Viễn qua đời, để lại cho Lưu Thừa Hựu một mớ những vấn đề cần giải quyết. Quyền hành vẫn bị thao túng bởi các quyền thần trong triều và tướng mạnh ở các trấn. Ở biên giới phía tây, Hậu Hán lại phải đối mặt với sự đe dọa từ Hậu Thục. Trước khi qua đời, Lưu Tri Viễn đã cử Vương Cảnh Sùng dẫn một đội quân tới đóng ở Kim Xương và Phượng Tường, hai trấn này đang nằm trong tay Triệu Khuông Tán và Hầu Ích - cả hai tướng này xưng thần với cả Hậu Hán lẫn Hậu Thục. Lưu Tri Viễn lệnh cho Cảnh Sùng triệu hai tướng về Khai Phong, nếu họ chịu nghe lệnh thì thôi, còn nếu họ cố tình trì hoãn, trốn tránh thì xem xét tình hình mà dùng quân tiêu diệt. Khi Vương Cảnh Sùng đến Trường An, Khuông Tán đang chuẩn bị hành lý đến kinh đô. Cảnh Sùng thu lấy quân của Khuông Tán rồi hành quân tới Phượng Tường. Khi ông ta đi được giữa đường thì Lưu Tri Viễn đã chết, Lưu Thừa Hựu lên kế ngôi. Hầu Ích ở Phượng Tường thấy thế bèn từ chối không chịu vào triều. Các cố vấn của Cảnh Sùng khuyên ông ta làm theo mệnh lệnh, là giết chết Hầu Ích. Tuy nhiên ông ta lo ngại rằng Lưu Thừa Hựu không biết về mật lệnh mà tiên đế ban cho mình. Hầu Ích biết được việc ấy, ngay lập tức khởi hành đến Khai Phong mà không thông báo cho Vương Cảnh Sùng.. Hầu Ích đến kinh sư liền phóng tiền ra hối lộ cho các tể tướng cùng Sử Hoằng Triệu, vì thế nhiều người ca ngợi ông ta. Sau đó triều đình phong cho Ích làm tri phủ Khai Phong và ban hàm tể tướng trên danh nghĩa (Đồng bình chương sự).
Hầu Ích tìm cách giết chết Vương Cảnh Sùng, nên nhiều lần dâng sớ tố cáo ông ta chuyên quyền. Cảnh Sùng nghe tin Hầu Ích bây giờ đã nắm quyền ở Khai Phong, ông ta trở nên bất bình và khinh mạt các quan trọng thần trong triều. Trong khi đó, Vương Ích được triều đình cử đến Thiểm để triệu hồi quân đội của Triệu Khuông Tán về triều. Hành động này khiến các tướng sĩ lo ngại, như Triệu Tư Quán và Thường Ngạn Khanh. Vương Cảnh Sùng bèn nhân đó nói khích bọn họ, khiến các tướng sĩ quyết tâm khởi loạn. Khi Vương Ích đem lực lượng đến Trường An (thủ phủ Kim Xương, sau đổi tên thành Vĩnh Hưng), thì Triệu Tư Quán cũng đem quân chiếm thành. Ông ta triệu tập 4000 quân từ trong thành, chuẩn bị ứng chiến. Trong khi đó, Vương Cảnh Sùng cũng thủ dụ dân chúng Phượng Tường kí tên vào thư đề cử ông ta ở lại làm Tiết độ sứ. Cả triều đình đều lo sợ Cảnh Sùng sẽ nổi loạn. Các triều thần bàn nhau rồi quyết định dời Vương Thủ Ân, Tiết độ sứ Tĩnh Nan đến Vĩnh Hưng và Triệu Huy, Tiết độ sứ Bảo Nghĩa đến Phượng Tường, và phong Vương Cảnh Sùng làm Tiết độ sứ Tĩnh Nan. Tuy nhiên, điều này không làm Cảnh Sùng vừa lòng.
Cùng lúc ấy, một cuộc xung đột xảy ra giữa Thủ tướng Tô Phùng Cát và Dương Bân, về vấn đề là Phùng Cát bổ nhiệm nhân sự vào đầy những vị trí còn khuyết, nhưng Xu mật sứ Dương Bân cho rằng nếu bổ nhiệm quá nhiều người thì tổn hao tiền bạc của chính phủ, vì thế chỉ trích việc làm này. Một quan chấp chính khác, Lý Đào, dâng biểu khuyên ông cách quyền chấp chính của Dương Bân, Quách Uy và dời ra làm Tiết độ sứ ở các trọng trấn, còn việc triều chính giao cho Tô Phùng Cát và Tô Vũ Khuê. Dương, Quách hai tướng được tin, vào gặp Lý thái hậu, nói rằng, "Chúng thần theo phò tiên đế vượt qua bao nhiêu gian nan khổ cực. Bây giờ, thiên tử nghe theo lời kẻ khác, muốn đuổi bọn thần đi. Hiện nay tây thùy nguy biến, thì sao chúng thần có thể chối bỏ công việc quốc gia? Nếu không thể giữ chúng thần lại, chúng thần cũng mong là được ở lại ít nhất cho đến khi an táng xong tiên hoàng." Lý thái hậu giận, đến chỗ Lưu Thừa Hựu mắng rằng, "Bọn họ đều là huân thần cố cựu của quốc gia. Tại sao lại nghe lời kẻ khác mà đuổi họ đi?" Lưu Thừa Hựu đổ lỗi cho các tể tướng, Lý Đào cũng dâng sớ tự trách và bị cách chức. Còn Dương Bân, Quách Uy được ban thưởng hậu hĩnh, phong thêm nhiều chức hàm, nắm được thực quyền. Còn hai tể tướng họ Tô cùng với tể tướng khác là Đậu Trinh Cố chỉ có hư danh chứ không có thực quyền.

### Khởi nghĩa Lý Thủ Trinh
Cùng thời điểm mà triều đình Hậu Hán phải đối mặt với Triệu Tư Quán và Vương Cảnh Sùng, thì Lý Thủ Trinh, Tiết độ sứ Hộ Quốc - người trước kia có quan hệ thân thiết với Đỗ Trọng Uy - nghe tin Trọng Uy bị chết thì trở nên lo sợ và có ý nổi dậy. Khi Triệu Tư Quán dâng thư khuyến tiến và một cái vương miện cho Thủ Trinh, thì Thủ Trinh liền tự xưng là Tần vương, công khai chống lại chính quyền Hậu Hán, lấy lý do tôn phò Hậu Tấn để chiêu mộ nhân tâm. Lý Thủ Trinh trao cho Tư Quán, Cảnh Sùng chức Tiết độ sứ, trong khi Cảnh Sùng bắt liên lạc với Hậu Thục, để cầu viện trợ.
Triều đình Hậu Hán gửi quân đến tiêu diệt ba trấn khởi loạn, nhưng chiến dịch bị sa lầy vì trong nội bộ các tướng triều đình bất hòa với nhau, nên không ai chịu tiến quân. Lưu Thừa Hựu cảm thấy không vui vì chuyện đó, quyết định cử một đại tướng cấp cao đến làm giám quân, đó là Quách Uy. Quách Uy theo lời khuyên của Phùng Đạo, đã vung tiền ban phát cho các tướng sĩ để lấy lòng của họ, khiến họ quên đi Lý Thủ Trinh. Từ thời điểm này, lòng quân dần hướng về Quách Uy.
Quách Uy hỏi các tướng dưới quyền là nên đối phó thế nào với quân ba trấn. Đa số chúng tướng đều nói nên đánh Trường An và Phượng Tường trước. Hỗ Ngạn Kha, Tiết độ sứ Trấn Quốc cho rằng nên tập trung đánh Hộ Quốc, vì đây là đầu não của quân ba trấn, và nếu như chỉ đánh hai trấn kia thì quân Hộ Quốc sẽ thừa cơ kinh sư phòng bị lỏng lẻo mà tiến công. Quách Uy đồng ý với Hỗ Ngạn Kha, hạ lệnh hội quân các lộ tại thủ phủ trấn Hộ Quốc là Hà Trung. Khi quân Hậu Hán tiến đến và thiết lập vòng vây quanh Hà Trung vào mùa thu năm 948, Lý Thủ Trinh tự tin vào uy tín của mình trong quân đội, hi vọng chúng quân sẽ trở giáo quay sang ủng hộ mình, tuy nhiên kết quả hoàn toàn ngược lại, quân Hán hăng hái tiến công. Quách Uy chặn đường tiếp tế lương thực, chứ chưa tấn công. Trong khi đó, Triệu Huệ cũng đưa quân bao vây Phượng Tường, và đánh bại được viện quân của Hậu Thục.
Theo Cựu Ngũ Đại sử, do tác động của vu phun trào núi lửa ở dãy núi Trường Bạch thuộc Định An Quốc (đời vua Liệt Vạn Hoa), ngày 24 tháng 10 năm 948 có hiện tượng tuyết rơi dày đặc ở Khai Phong của Hậu Hán (đời vua Lưu Thừa Hựu), trong khi tuyết chỉ rơi nhẹ ở Khai Phong tầm tháng 11 hoặc tháng 12 trong nhiều năm trước đó.
Trước mùa hạ năm 949, Hà Trung rơi vào tình thế tuyệt vọng, bá tánh chết vì đói rất nhiều. Lý Thủ Trinh nhiều lần tìm cách phá vòng vây thoát ra, song đều bất thành. Nhận thấy thời cơ đã tới, Quách Uy quyết định đưa quân phá thành. Trong khi chiến dịch đang diễn ra, Quách Uy cũng sai Quách Tòng Nghĩa, Tiết độ sứ Trấn Ninh, bao vây Trường An, Triệu Tư Quán đầu hàng. Thành ngoài Hà Trung bị phá, Lý Thủ Trinh lui về thành trong cố thủ, rồi tự sát cùng với toàn gia. Vương Cảnh Sùng được tin, cũng tự tử theo, chấm dứt cuộc nổi dậy.

### Giết hại trọng thần
Sau khi bình định xong ba trấn, Lưu Thừa Hựu trở nên kiêu ngạo và phù phiếm. Ông tin dùng bọn Hậu Khuông Tán, Quách Doãn Minh, bỏ bê việc chính sự. Mẹ của ông là Lý thái hậu và đại thần là Trương Viễn cố sức khuyên can, song ông đều không nghe lọt tai.
Mùa hạ năm 950, vì tình hình chiến tranh với nhà Liêu ở phía bắc đang quyết liệt, mà các tướng ở biên cương không đoàn kết với nhau, các tể tướng đề nghị cử một người làm Tổng chỉ huy các lộ quân ở phía bắc kháng Liêu, Sử Hoằng Triệu định dùng Quách Uy làm Thống soái ở Nghiệp Đô, nhưng Tô Phùng Cát phản đối vì cho rằng không có tiền lệ Xu mật phó sứ ra nhiệm trấn bên ngoài. Thừa Hựu không nghe, và Quách Uy được cử làm Trấn thủ Nghiệp Đô, Tiết độ sứ Thiên Hùng quân (天雄, trị sở nay thuộc Nghiệp Đô), nắm quyền chỉ huy các đội quân ở phía bắc sông Hoàng Hà đồng thời vẫn tiếp tục giữ chức Xu mật phó sứ trong triều.
Trong một tuổi tiệc yến vào ban đêm ở phủ đệ của Đậu Trinh Cố, các đại thần lại có chuyện xích mích với nhau. Sử Hoằng Triệu bực tức nói với Quách Uy rằng, "Sao lại đi bàn những chuyện này trong khi chúng ta đã bàn ngày hôm qua trong buổi họp triều rồi? Bây giờ hãy uống đi, người anh em!" Tô Phùng Cát và Dương Bân cũng nâng chén mà nói, "Đều là đại sự quốc gia. Đừng dùng dằng như thế!" Hoằng Triệu giận dữ đáp lại, "Để giải quyết chuyện này, còn cần phải dùng tới giáo dài kiếm lớn. Chứ đâu phải chỉ có dùng tới bút lông đâu?". Thượng thư bộ Hộ Vương Chương đáp lại, "Không có bút lông, thì tiền bạc từ đâu mà có?" Từ thời điểm này, tranh chấp giữa hai ban văn võ ngày càng khốc liệt. Sau đó, khi Quách Uy rời kinh, đã đến yết kiến Lưu Thừa Hựu, nói:
Hoàng thái hậu theo tiên đế nhiều năm, biết nhiều chuyện thiên hạ. Bệ hạ tuổi còn trẻ. Nếu có chuyện gì khó giải quyết, trước hết nên hỏi ý thái hậu mà thừa hành theo. Thân cận người trung thực, xa lãnh bọn xàm tà. Cẩn thận xem xét giữa thiện và ác. Tô Phùng Cát, Dương Bân, Sử Hoằng Triệu đều là cựu thần của Tiên đế, trung thành tận tụy với quốc gia. Nếu Bệ hạ tin dùng bọn họ thì sẽ được vô sự. Hạ thần chiến đấu ở phương xa, sẽ tận lực đem hết hơi sức và tài trí ngu dốt này, để không phụ hoàng ân.

Lưu Thừa Hựu tỏ ra hài lòng và cảm tạ Quách Uy. Tuy nhiên trong triều tranh chấp vẫn tiếp tục. Không lâu sau khi Quách Uy rời đi, Vương Chương mở tiệc mời các quan đến dự. Khi rượu ngà say, hai bên còn thi uống với nhau, mà Sử Hoằng Triệu không thích trò chơi đó. Diêm Tấn Khanh ngồi kế bên Hoằng Triệu, liên tục nhắc nhớ ông ta về luật chơi. Tô Phùng Cát nói đùa "Ông ngồi kế bên một người họ Diêm, thì không cần sợ là bị thua." Tuy nhiên, Hoằng Triệu cho lời nói này có dụng ý khác — vì vợ của Hoằng Triệu là họ Diêm, xuất thân là kĩ nữ trong quán rượu. Ông ta chửi mắng Phùng Cát, Phùng Cát không đáp, Hoằng Triệu xách ghế đứng dậy, muốn đập Phùng Cát. Phùng Cát tức giận bỏ đi, Hoằng Triệu xách kiếm rượt theo. Dương Bân khóc bảo thôi đi, nói, "Tô công là tể tướng. Nếu bây giờ giết ông ta thì biết trả lời với thiên tử ra sao? Chớ hành động dại dột!" Hoằng Triệu tức tối lên ngựa bỏ về, và Dương Bân cũng lên ngựa đi theo cho đến khi ông ta về tới phủ mới thôi. Lưu Thừa Hựu nghe được chuyện đó, sai Vương Tuấn đến hòa giải, nhưng không thành công. Tô Phùng Cát định xin ra trấn bên ngoài, nhưng nghĩ lại nếu rời khỏi kinh đô, thì Hoằng Triệu có thể dễ dàng tiêu diệt mình, nên thôi. Tuy nhiên, Vương Chưởng cùng lúc lại dâng biểu xin ra ngoài, Dương Bân và Sử Hoằng Triệu tìm cách giữ ông ta lại.
Mùa đông năm 950, Lưu Thừa Hựu cảm thấy mệt mỏi vì quyền thần nắm quyền, mặc dù dưới sự điều hành của Dương Bân, mọi công việc triều chính vẫn diễn ra tốt đẹp, bá tánh được an cư lạc nghiệp. Lúc đó trong triều, các cận thần và ngoại thích đang cố gắng tranh giành quyền lực, coi Dương, Sử là cái gai cần phải nhổ trước. Cùng lúc đó, em trai Lý thái hậu là Lý Nghiệp, giữ chức Vũ Đức sử, trông coi công việc trong điện, muốn nắm địa vị cao hơn, nhà vua và thái hậu đã toan thuận cho, nhưng Dương, Sử đều phản đối vì cho rằng Lý Nghiệp thiếu tài năng và tư cách. Hơn thế nữa, Hậu Khuông Tán, Quách Doãn Minh và Nhiếp Văn Tiến tuy là cận thần của vua nhưng đã lâu mà không được thăng chức, cũng đều bực mình. Khi Lưu Thừa Hựu muốn lập người thiếp yêu là Canh thị làm hậu, Dương Bân nói tiên đế vừa mới qua đời, chưa thích hợp để lập hậu. Không lâu sau Canh thị chết, Thừa Hựu muốn táng theo nghi lễ hoàng hậu, Dương Bân cũng phản đối. Hơn thế nữa, trong một buổi đại triều, khi Dương, Sử tâu việc, Thừa Hựu bảo, "Coi chừng. Đừng để kẻ khác có cơ hội chỉ trích các ngươi!" Bân đáp, "Bệ hạ nên nói ít thôi. Chúng thần vẫn còn ở đây". Nhận thấy nhà vua đã hết sức tức giận, các cận thần thừa cơ hội khuyên ông trừ khử Dương Bân và những kẻ đồng đảng. Vì Tô Phùng Cát ghét Sử Hoằng Triệu, liền cùng với Lý Nghiệp và những người khác gièm pha Hoằng Triệu.
Lưu Thừa Hựu bàn với bọn Lý Nghiệp, Nhiếp Văn Tiến, Hậu Khuông Tán, Quách Doãn Minh giết bọn Dương Bân. Ông đem việc này nói với Lý thái hậu, bà ta đáp, "Sao lại quyết định vội vàng như thế! Nên bàn với các tể tướng." Tuy nhiên, Lý Nghiệp nói, "Tiên đế từng có di ngôn là đừng đem đại sự triều đình nói nhiều với bọn cầm bút. Sự nhút nhát của chúng sẽ làm hỏng việc hết." Lý thái hậu cố gắng khuyên nhủ lần nữa, Thừa Hựu giận nói, "Đại sự quốc gia, không do đàn bà quyết định!"
Ngày 24 tháng 12 năm 950, khi các quan lên điện chuẩn bị buổi triều sớm, lính phục kích từ các phía xông ra giết Dương Bân, Sử Hoằng Triệu và Vương Chương. Sau đó, Thừa Hựu nói với các quan khác rằng Dương Bân có ý mưu phản, "Bọn Dương Bân coi trẫm như đứa con nít. Chúng tưởng như thể chúng là chủ thực sự, nên mới bị diệt. Các ngươi đừng nên lo lắng quá!" Sau đó ông cho người bắt giết chết toàn gia tộc cùng các đại thần có quan hệ thân thiết với Dương, Sử, và Vương.
Hoàng đế trẻ không dừng lại ở đó. Ông còn gửi Mạnh Nghiệp bí mật đến Thiền châu (thủ phủ Trấn Ninh) và Nghiệp Đô, ra lệnh cho Tiết độ sứ Trấn Ninh Lý Hồng Nghĩa (em trai bà Lý thái hậu) giết chết tướng Vương Ân là thủ hạ thân tín của Sử Hoằng Triệu đang đóng quân ở đây; đồng thời cũng sai các tướng Quách Trọng Uy và Tào Uy đóng quân ở Nghiệp Đô để giết Quách Uy và Vương Tuấn, giám quân của Uy. Lý Nghiệp tiến cử Lưu Thù làm trấn thủ Khai Phong, dẫn người giết sạch cả nhà Quách Uy và Vương Tuấn. Lưu Thù làm theo mệnh lệnh, đến nỗi không có bất kì đàn bà trẻ con nào thoát nổi. Lý Nghiệp cũng sai người anh em khác, Lý Hồng Kiến đến giết cả nhà Vương Ân, nhưng Hồng Kiến không theo, chỉ quản thúc họ mà thôi.

### Quách Uy khởi loạn
Khi Mạnh Nghiệp đến Thiền châu tuyên đọc chiếu chỉ (giết Vương Ân) cho Lý Hồng Nghĩa, Hồng Nghĩa cho rằng liệu Vương Ân có biết được những gì đang xảy ra trong triều và đã có phòng bị trước. Vì thế ông ta không nhận chiếu, bắt Mạnh Nghiệp giao cho Vương Ân. Vương Ân cử Trần Quang Tuệ đến mật cáo với Quách Uy. Quách Uy cho đòi quân sư của mình là Ngụy Nhân Phổ đến cho xem mật cáo và hỏi ý kiến anh ta, Nhân Phổ đề nghị nên chống lại. Quách Uy là cho đòi Quách Trọng Uy, Tào Uy cùng các tướng lĩnh khác đến, thông báo về cái chết của Dương Bân, Sử Hoằng Triệu và Vương Chưởng, bảo, "Mấy ông đó và ta từng nằm gai nếm mật đi theo tiên đế giành được giang sơn này. Chúng ta vâng cố mệnh phò con côi, đem hết sức tàn ra bảo vệ quốc gia. Bây giờ, mấy ông kia đều đã chết. Ta sao có thể ở lại một mình được? Các ông nên làm theo mệnh lệnh. Cắt lấy đầu ta đưa cho Thiên tử, để khỏi phải chịu cảnh khổ đau." Các tướng đều khóc lóc và khuyên ông ta nên nổi dậy để mà thanh lý triều đình cho trong sạch, không nên chết uổng. Quách Uy nghe theo lời của họ. Ông ta để lại con nuôi là Quách Vinh bảo vệ Nghiệp Đô, còn bản thân đi đến Khai Phong, lấy Quách Trọng Uy làm tướng tiên phong.
Trong khi đó, Lưu Thừa Hựu triệu các đại tướng, trong đó có em cùng mẹ với Lưu Tri Viễn là Mộ Dung Ngạn Siêu, Cao Hành Chu, Phù Ngạn Khanh đến kinh đô. Ngạn Siêu ngay lập tức đến Khai Phong, và Lưu Thừa Hựu giao cho ông ta trọng trách chỉ huy quân đội hoàng gia. Vì quân Quách Uy đã áp sát kinh thành, Hầu Ích đề nghị rằng gia quyến của quân sĩ phản loạn đều ở kinh thành, có thể đem đó ra uy hiếp bắt bọn họ từ bỏ Quách Uy đầu hàng. Tuy nhiên, Ngạn Siêu không chịu, nói, "Hầu Ích tuổi già lẩm cẩm, lại hèn nhát." Do đó Lưu Thừa Hựu lên kế hoạch thủ dụ quân Quách Uy, nhưng đồng thời cử Hầu Ích, Ngô Kiền Dụ, trấn thủ Trịnh châu, và Trương Ngạn Siêu, cựu Tiết độ sứ Bảo Đại, đem quân thẳng tiến Thiền châu. Tuy nhiên, Quách Uy đã tới nhanh hơn, và Lý Hồng Nghĩa đầu hàng họ Quách. Vương Tuấn hội quân cùng Quách Uy, tiến sang Hoạt châu, Tống Diên Ác, Tiết độ sứ Nghĩa Thành (có trị sở tại Hoạt) đầu hàng. Uy lại nói với chúng quân rằng thay vì tạo phản, họ có thể bắt ông và nộp cho hoàng đế; quân sĩ đều không theo. Vương Tuấn lại nói vào khi vào được Khai Phong, quân sĩ có thể tha hồ tiệc tùng và cướp bóc. Vào lúc đó, Lưu Thừa Hựu thực sự sợ hãi, và nói với Đậu Trinh Cố, "Trẫm đã làm những điều quá tầm phào." Theo yêu cầu từ Lý Nghiệp, ông cho mở kho, phân phát tiền bạc cho lính bảo hộ Khai Phong, cũng như thân quyến của quân sĩ phe Quách Uy, hi vọng họ sẽ thuyết phục người thân đầu hàng.
Ngày 30 tháng 12, Quách Uy tiến đến Phong Châu, gần Khai Phong. Người Khai Phong sợ hãi. Lý thái hậu nói, "Trước sao không nghe lời Lý Đào. Giờ diệt vong đến nơi rồi!" Tuy nhiên, Mộ Dung Ngạn Siêu vẫn cho rằng mình có thể dễ dàng bắt được Quách Uy — cho đến khi Nhiếp Văn Tiến nói về các tướng đi theo Quách Uy, Ngạn Siêu lại bắt đầu thấy e ngại. Lưu Thừa Hựu cử Viên Nghĩa, và cựu Tiết độ sứ Uy Thắng, Lưu Trọng Tiến đến hội quân với Hầu Ích, Ngô Kiền Dụ và Trương Ngạn Siêu, chuẩn bị ứng chiến với Quách Uy
Ngày 31 tháng 12, quân Quách Uy và quân triều đình gặp nhau tại Lưu Tử bi. Lưu Thừa Hựu muốn đích thân ra trận khao dụ quân sĩ. Lý thái hậu can rằng, "Quách Uy là cựu thần của nhà ta. Nếu không phải là việc liên quan đến sống chết thì ông ta chẳng đời nào khởi loạn? Bệ hạ nên giữ quân ở lại trong thành, và cử sứ giả mang chiếu thư thủ dụ ông ấy, có thể còn giữ được đế vị. Đừng có khinh suất đi ra ngoài." Đế bất thính. Thái hậu sai Nhiếp Văn Tiến khuyên hoàng đế chú trọng an toàn của mình, nhưng Văn Tiến không chịu, đáp, "Có thần ở đây rồi. Cho dù có 100 Quách Uy cũng có thể bắt được hết." Tuy nhiên, cuộc chiến bị hoãn lại, Lưu Thừa Hựu trở về cung. Mộ Dung Ngạn Siêu khoe khoang rằng, "Mấy bữa nay, Bệ hạ ở trong cung cũng chả có việc gì làm. Ngày mai thỉnh đến xem thần phá giặc. Thần sẽ không động tay động chân với chúng đâu. Thần chỉ khuyên bảo chúng thì chúng sẽ tự động giải tán rồi về nhà [(ý nói quân sĩ từ bỏ Quách Uy và trở về Khai Phong)]!"
Ngày 1 tháng 1 năm 951, hoàng đế trẻ lại muốn ra khao quân, lại không chịu nghe theo lời khuyên của thái hậu Lý. Hai quân gặp nhau ở trận tiền, Quách Uy bảo các tướng nhường quân triều đình đánh trước, nói, "Ta chỉ đến đây giết lũ quan thần, chứ không muốn đối đầu với thiên tử. Đừng nên đánh trước." Tuy nhiên, sau khi các quân sĩ do dự một lát; Mộ Dung Ngạn Siêu dẫn quân xông vào đánh. Quách Uy sai Quách Trọng Uy và Lý Vinh chống cự. Trong trận chiến, Trương Ngạn Siêu bị ngã ngựa, và bị suýt quân Quách Uy bắt giữ, cuối cùng ông ta trốn được, nhưng 100 binh sĩ đều bị giết, khiến quân triều đình mất tinh thần và đều đầu hàng họ Quách. Thậm chí đến các tướng, Hầu Ích, Trương Ngạn Siêu, Viên Nghĩa, Lưu Trọng Tiến đều bí mật đến gặp Quách Uy xin hàng, nhưng Quách Uy bảo họ trở về trại, và nói với Tống Diên Ác, là phò mã chồng của Trưởng công chúa (chị Thừa Hựu), "Thiên tử đang bị nguy hiểm. Ông là người chí thân, nên đưa lính tới bảo vệ ngài, và khuyên bề trên hãy đi đến trại của ta." Tuy nhiên, khi Tống Diên Ác chuẩn bị đi đến trại của quân triều đình, một số quân sĩ nghĩ rằng ông là do triều đình phái tới, vì thế Diên Ác không dám đi nữa. Khi mặt trời lặn, quân của Thừa Hựu từng người đến trại Quách Uy xin hàng. Mộ Dung Ngạn Siêu bỏ trốn đến Duyện châu, thủ phủ Thái Ninh quân, với chỉ một vài người lính còn đi theo hộ tống. Quân sĩ đã dần bỏ đi, tối hôm đó, trong trại chỉ còn ba tể tướng (Tô Phùng Cát, Tô Vũ Khuê và Đậu Trinh Cố) và chưa tới 100 thân binh.
Ngày 2 tháng 1 năm 951, lúc mặt trời mọc, Quách Uy nhìn thấy cờ hiệu của hoàng đế, và chạy đến đó để tìm ông, nhưng khi Uy đến thì Thừa Hựu đã rời khỏi. Ông cỡi ngựa cố gắng trở về cung điện. Khi ông đến cửa Huyền Hóa thì gặp Lưu Thù là người giữ của, Thù nói, "Quân mã của ngài đâu?" Rồi dùng cung tiễn bắn về phía những người hầu cận của vua, Thừa Hựu vội vàng chạy trốn. Khi ông đến Triệu thôn thì bị quân Quách Uy đánh chặn. Ông bỏ ngựa và cố trốn vào một nhà dân, nhưng bị giết ở đó. (Tư trị thông giám cho rằng ông bị quân sĩ của mình giết chết, sau khi ông chết, Tô Phùng Cát, Diêm Tấn Khanh và Quách Doãn Minh bị buộc phải tự sát). Cựu Ngũ Đại sử nói Quách Doãn Minh, biết rằng đại thế đã mất không có hi vọng, bèn giết Lưu Thừa Hựu (có thể là chính ông ra lệnh Doãn Minh làm thế), sau đó Doãn Minh và Phùng Cát đều bị ép phải tự sát.
Quách Uy cho đặt di thể của ông trong một quan tài bằng gỗ. Triều thần nghị luận muốn giảm bớt tang tế theo nghi lễ của tước công theo điển tích của Cao Quý Hương công nhà Ngụy. Quách Uy không theo. Quách Uy ban đầu định lập nghĩa tử của Lưu Tri Viễn là Lưu Vân làm đế, sau đổi ý giết Lưu Vân, tự lập làm vua, đổi quốc hiệu là Hậu Chu. Hậu Hán chỉ truyền được 3 năm qua 2 đời vua là dứt. Sau đó Quách Uy cho an táng Lưu Thừa Hựu bằng nghi lễ dành cho hoàng đế.

## Gia quyến
- Cha
  - Hậu Hán Cao Tổ Lưu Tri Viễn
- Mẹ
  - Lý hoàng hậu (Hậu Hán)
- Phu nhân
  - Trương thị, con gái Trương Ngạn Thành
- Thiếp
  - Canh thị (? - 950?)

### Tổ tiên
|  |                                 |  |  |  |  |  |  |  |  |  |  |  |  |  |  |  |
|  | 16. Lưu Ngang                   |  |  |  |  |  |  |  |  |  |  |  |  |  |  |  |
|  |                                 |  |  |  |  |  |  |  |  |  |  |  |  |  |  |  |
|  |                                 |  |  |  |  |  |  |  |  |  |  |  |  |  |  |  |
|  | 8. Lưu Soạn                     |  |  |  |  |  |  |  |  |  |  |  |  |  |  |  |
|  |                                 |  |  |  |  |  |  |  |  |  |  |  |  |  |  |  |
|  |                                 |  |  |  |  |  |  |  |  |  |  |  |  |  |  |  |
|  | 17. Dương thị (楊氏)            |  |  |  |  |  |  |  |  |  |  |  |  |  |  |  |
|  |                                 |  |  |  |  |  |  |  |  |  |  |  |  |  |  |  |
|  |                                 |  |  |  |  |  |  |  |  |  |  |  |  |  |  |  |
|  | 4. Lưu Điền                     |  |  |  |  |  |  |  |  |  |  |  |  |  |  |  |
|  |                                 |  |  |  |  |  |  |  |  |  |  |  |  |  |  |  |
|  |                                 |  |  |  |  |  |  |  |  |  |  |  |  |  |  |  |
|  | 9. Lý thị                       |  |  |  |  |  |  |  |  |  |  |  |  |  |  |  |
|  |                                 |  |  |  |  |  |  |  |  |  |  |  |  |  |  |  |
|  |                                 |  |  |  |  |  |  |  |  |  |  |  |  |  |  |  |
|  | 2. Hậu Hán Cao Tổ               |  |  |  |  |  |  |  |  |  |  |  |  |  |  |  |
|  |                                 |  |  |  |  |  |  |  |  |  |  |  |  |  |  |  |
|  |                                 |  |  |  |  |  |  |  |  |  |  |  |  |  |  |  |
|  | 5. An thị                       |  |  |  |  |  |  |  |  |  |  |  |  |  |  |  |
|  |                                 |  |  |  |  |  |  |  |  |  |  |  |  |  |  |  |
|  |                                 |  |  |  |  |  |  |  |  |  |  |  |  |  |  |  |
|  | 1. Lưu Thừa Hựu (Hậu Hán Ẩn Đế) |  |  |  |  |  |  |  |  |  |  |  |  |  |  |  |
|  |                                 |  |  |  |  |  |  |  |  |  |  |  |  |  |  |  |
|  |                                 |  |  |  |  |  |  |  |  |  |  |  |  |  |  |  |
|  | 3. Lý hoàng hậu                 |  |  |  |  |  |  |  |  |  |  |  |  |  |  |  |
|  |                                 |  |  |  |  |  |  |  |  |  |  |  |  |  |  |  |
|  |                                 |  |  |  |  |  |  |  |  |  |  |  |  |  |  |  |